# Mycoblastus affinis
Mycoblastus affinis är en lavart som först beskrevs av Schaer., och fick sitt nu gällande namn av T. Schauer. Mycoblastus affinis ingår i släktet Mycoblastus och familjen Mycoblastaceae.  Arten är reproducerande i Sverige. Inga underarter finns listade i Catalogue of Life.